# Jakez Riou
Jakez Riou (Lothey, 1899 - Châteaubriant, 1937), autor francès en bretó. Va ser periodista del periòdic Courrier du Finistère. Juntament amb Youenn Drezen, realitzant estudis literaris, científics i religiosos, descobriren la seva llengua bretona i alhora la possibilitat de depurar les seves formes per a crear una autèntica llengua literària. Participa el 1925 en els començaments de la revista Gwalarn, dirigida per Roparz Hemon i Olier Mordrel.

## Obra
- Gorsedd Digor. Obra il·lustrada per la seva amic Michel Mohrt.
- An tu satanazet. Novel·la. La Baule, Skridou Breizh, 1947, il·lustrada per Pierre Péron.
- Dogan. Peix-c'hoari i daou arvest, il·lustrada per R.-I. Creston, Rennes, Skrid ha skeudenn